# Zamek w Kociubińcach
Zamek w Kociubińcach (ukr. Коцюбинський замок) – zaginiona budowla obronna we wsi Kociubińce, w hromadzie Wasylkowce, w rejonie czortkowskim, w obwodzie tarnopolskim. Jest to nowo odkryte stanowisko archeologiczne.

## Historia
W 1477 r. chan Mengli Girej spalił Koczubyn, w tym także i zamek.
26 lipca 1671 r. przez Kociubińce przejeżdżał niemiecki podróżnik Ulrich von Werdum, który w swoim dzienniku wspomniał o miejscowym zamku. W 1672 r. fortyfikacje zostały całkowicie zniszczone przez Turków powracających z Buczacza. Twierdza nigdy nie została odbudowana.
W swoich notatkach archeolog Adam Kirkor odnotował, że zachowały się jedynie pozostałości wału ziemnego, a mieszkańcy wydobywali glinę z północnej strony. Na początku XX wieku Mykoła Bała znalazł we wnęce złoty łańcuszek, który sprzedał za 100 "reńskich". W XIX wieku rodzina Bałów mieszkała na terenie bastionu i wykorzystywała go jako ogród warzywny i budynki gospodarcze.
Obecnie teren bastionu jest podzielony między dwa gospodarstwa rodzin Paterów i Topolnyckich.

## Właściciele
- Jan Kopiczyński (początek XVII w.)[4],
- Paweł Krenżelewski (1614)[4],
- Elżbieta i Kateryna Krenżelewskie (1632)[4].